# Iville
Iville – miejscowość i gmina we Francji, w regionie Normandia, w departamencie Eure.
Według danych na rok 1990 gminę zamieszkiwało 410 osób, a gęstość zaludnienia wynosiła 47 osób/km² (wśród 1421 gmin Górnej Normandii Iville plasuje się na 523 miejscu pod względem liczby ludności, natomiast pod względem powierzchni na miejscu 421).